# Lycopodiella
Lycopodiella er en af flere slægter i Ulvefod-familien (Lycopodiaceae). Ulvefod hører til blandt de mest primitive af alle Karplanter og formerer sig ved sporer. De er jordboende eller epifyttiske. Slægten har i alt 38 arter fordelt over hele verden, flest forskellige arter i tropisk Amerika og Ny Guinea.
Den sporebærende plante er spinkel og uregelmæssigt forgrenet, og den består af en krybende jordstængel med trævlerødder og en overjordisk del med talrige, tætsiddende og spiralstillede, bittesmå blade der nærmest kan ligne visse typer mos (men ulvefod er ikke beslægtet med mos). Sporer dannes på blade samlet i gulliggrønne akslignende stængler, og der, hvor de spirer, dannes der enten en tvekønnet, masse med fotosyntese eller nogle underjordiske, forgrenede organer, som opsøger symbiose med en svamp. På disse over- eller underjordiske organer dannes der ægceller og fritsvømmende sædceller. Efter befrugtning dannes den sporebærende generation.
Adskiller sig fra Lycopodium ved at være mere spinkel og vokse i fugtigere omgivelser. Er kraftigere end Selaginella.
| Arter i Danmark |

- Liden Ulvefod (Lycopodiella inundata)

| Portal | Portal:Botanik |

| Botanik | Spire Denne botanikartikel er en spire som bør udbygges. Du er velkommen til at hjælpe Wikipedia ved at udvide den. |